# Schloss Wörth an der Isar

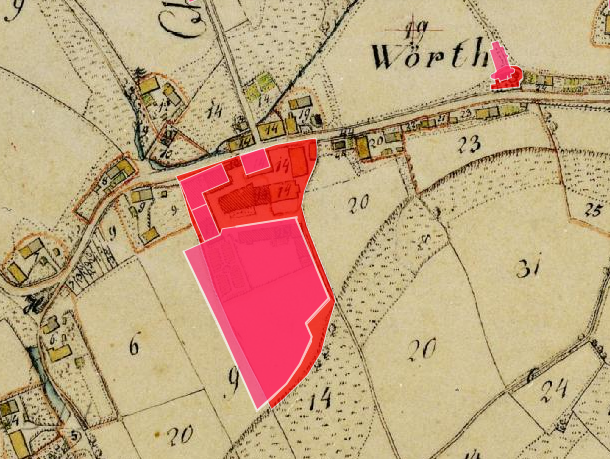
Lageplan von Schloss Wörth an der Isar auf dem Urkataster von Bayern

Das Schloss Wörth an der Isar ist ein ehemaliger Adelssitz in Wörth an der Isar im Landkreis Landshut in Niederbayern. Die Anlage wird als Bodendenkmal unter der Aktennummer D-2-7340-0323 im Bayernatlas als „untertägige frühneuzeitliche Befunde im Bereich des ehem. Schlosses Wörth a.d.Isar mit zugehörigem Schlosspark, darunter die Spuren von Vorgängerbauten bzw. älteren Bauphasen und abgegangenen Gebäudeteilen“ geführt. Zudem ist es unter der Aktennummer D-2-74-191-3 ein denkmalgeschütztes Baudenkmal in Wörth an der Isar.

## Baulichkeit
Das Schloss wurde im 17. oder 18. Jahrhundert erbaut und verfügt neben dem Hauptbau mit Mezzanin und das Ökonomiegebäude auch über einen um 1870 angelegten kleinen Landschaftspark. 
1870 wurde die Schlossbrauerei Wörth gegründet, die ab etwa 1940 von Georg Kell geführt wurde. Sie bestand bis in die 1970er Jahre und war in einem zweigeschossigen Satteldachbau direkt an der ehemaligen Bundesstraße 11 untergebracht.
Der Schlossbau wird für kulturelle Aktivitäten genutzt.

## Bildergalerie

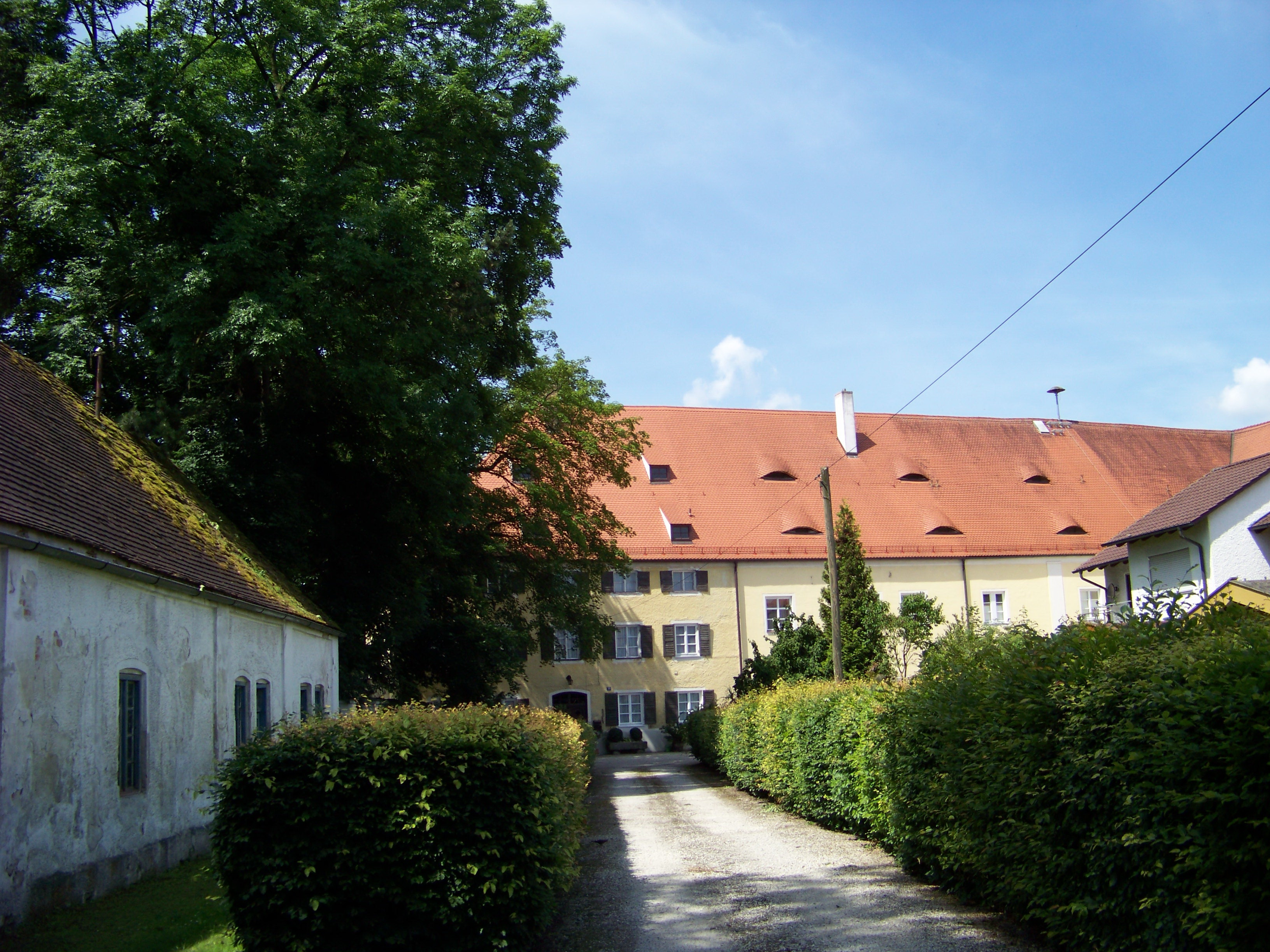
Hauptgebäude des ehemaligen Schlosses
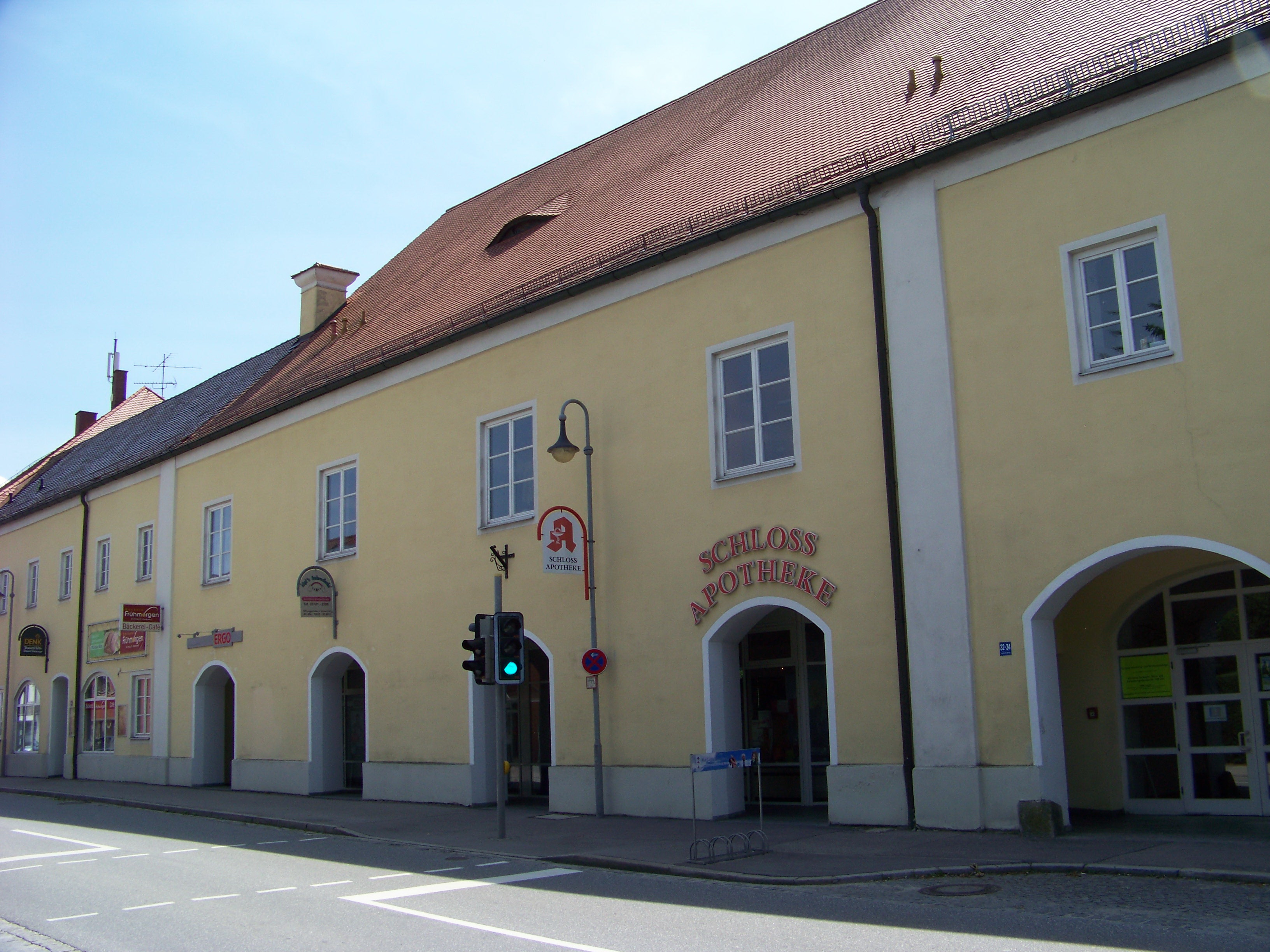
Ehemalige Schlossbrauerei Wörth